# Tschechische Badminton-Mannschaftsmeisterschaft 2016
Die Tschechische Badminton-Mannschaftsmeisterschaft der Saison 2015/2016 gewann das Team von Sokol Meteor Praha-Radotín.

## Vorrunde
| Platz | Team                                 | Punkte | Spiele | G | U | V | Spielpunkte |   |    | Sätze |   |    | Bälle |   |      |
| ----- | ------------------------------------ | ------ | ------ | - | - | - | ----------- | - | -- | ----- | - | -- | ----- | - | ---- |
| 1     | Sokol Radotín Meteor Praha           | 25     | 7      | 6 | 0 | 1 | 42          | - | 14 | 87    | - | 38 | 2365  | - | 2022 |
| 2     | Badminton FSpS MU                    | 25     | 7      | 6 | 0 | 1 | 38          | - | 19 | 79    | - | 49 | 2409  | - | 2100 |
| 3     | BK 1973 Deltacar Benátky nad Jizerou | 22     | 7      | 5 | 0 | 2 | 40          | - | 17 | 89    | - | 36 | 2420  | - | 1882 |
| 4     | SKB Český Krumlov                    | 19     | 7      | 4 | 0 | 3 | 32          | - | 24 | 74    | - | 61 | 2472  | - | 2396 |
| 5     | USK Plzeň                            | 16     | 7      | 3 | 0 | 4 | 25          | - | 31 | 57    | - | 69 | 2171  | - | 2293 |
| 6     | BaC Kladno                           | 13     | 7      | 2 | 0 | 5 | 20          | - | 37 | 49    | - | 79 | 2046  | - | 2388 |
| 7     | TJ Sokol Dobruška                    | 13     | 7      | 2 | 0 | 5 | 18          | - | 39 | 45    | - | 83 | 2069  | - | 2394 |
| 8     | TJ Astra ZM Praha                    | 7      | 7      | 0 | 0 | 7 | 11          | - | 45 | 27    | - | 92 | 1864  | - | 2341 |

## Viertelfinale
- SKB Český Krumlov – USK Plzeň: 5:0
- BK 1973 Deltacar Benátky nad Jizerou – BaC Kladno: 6:1

## Halbfinale
- Sokol Meteor Praha-Radotín – SKB Český Krumlov: 6:0
- BK 1973 Deltacar Benátky nad Jizerou – Badminton FSpS MU: 5:2

## Spiel um Bronze
- Badminton FSpS MU – SKB Český Krumlov: 5:4

## Finale
- Sokol Meteor Praha-Radotín – BK 1973 Deltacar Benátky nad Jizerou: 5:2